# 대각합
선형대수학에서 대각합(對角合, 영어: trace 트레이스[*], 독일어: Spur 슈푸어[*])은 정사각 행렬의 주대각선 성분들의 합이다. 기호는 tr 또는 Sp.

## 정의
{\displaystyle n\times n} 정사각 행렬 {\displaystyle A}의 대각합 {\displaystyle \operatorname {tr} (A)}는 다음과 같다.
{\displaystyle \operatorname {tr} (A)=\sum _{i=1}^{n}A_{ii}=A_{11}+A_{22}+\cdots +A_{nn}}

## 성질
함수로서, 대각합 {\displaystyle \operatorname {tr} \colon \operatorname {Mat} (n;K)\to K}는 선형 범함수이다. 즉, 임의의 {\displaystyle n}차 정사각 행렬 {\displaystyle A}, {\displaystyle B}와 스칼라 {\displaystyle c}에 대하여 다음이 성립한다.
{\displaystyle \operatorname {tr} (A+B)=\operatorname {tr} (A)+\operatorname {tr} (B)}
{\displaystyle \operatorname {tr} (cA)=c\operatorname {tr} (A)}
서로 전치 행렬의 대각합은 서로 같다. 이는 행렬을 전치했을 때 주대각선 성분이 변하지 않기 때문이다.
{\displaystyle \operatorname {tr} (A)=\operatorname {tr} (A^{\operatorname {T} })}
임의의 {\displaystyle m\times n} 행렬 {\displaystyle A} 및 {\displaystyle n\times m} 행렬 {\displaystyle B}에 대하여, 다음이 성립한다.
{\displaystyle \operatorname {tr} (AB)=\operatorname {tr} (BA)}
증명:
{\displaystyle \operatorname {tr} (AB)=\sum _{i=1}^{m}(AB)_{ii}=\sum _{i=1}^{m}\sum _{j=1}^{n}A_{ij}B_{ji}=\sum _{j=1}^{n}\sum _{i=1}^{m}B_{ji}A_{ij}=\sum _{j=1}^{n}(BA)_{jj}=\operatorname {tr} (BA)}
대각합은 닮음 불변량이다. 즉, 서로 닮음 행렬의 대각합은 서로 같다. 즉, 임의의 {\displaystyle n}차 가역 행렬 {\displaystyle P} 및 {\displaystyle n}차 정사각 행렬 {\displaystyle A}에 대하여, 다음이 성립한다.
{\displaystyle \operatorname {tr} (P^{-1}AP)=\operatorname {tr} (A)}
증명:
{\displaystyle \operatorname {tr} (P^{-1}AP)=\operatorname {tr} ((P^{-1}A)P)=\operatorname {tr} (P(P^{-1}A))=\operatorname {tr} (A)}
행렬의 대각합은 (중복도를 고려한) 고윳값들의 합과 같다. 사실 대각합은 행렬의 특성 다항식의 한 계수이다.
{\displaystyle \operatorname {tr} (A)=\sum _{\lambda \in \sigma (A)}\lambda }

## 같이 보기
- 스칼라 곡률
- 특성함수 (확률론)
- 체 대각합
- 골든-톰슨 부등식
- 대각합류 작용소

## 참고 문헌
- Jin Ho Kwak, Sungpyo Hong (2004). 《Linear Algebra》 (영어) 2판. Birkhäuser. ISBN 0817642943.